# الجنس والثقافة
الجنس والثقافة (Sex and Culture) هو كتاب للباحث الاجتماعي الإنجليزي جي. دي. أنوين (J. D. Unwin)، نُشر عام 1934 ويتناول العلاقة بين مستوى "الإنجاز الثقافي" في المجتمع ومستوى التحفظ الجنسي فيه.
وقد خلص أنوين في نهاية الكتاب إلى نظرية مفادها أن المجتمعات كلما تطورت، أصبحت أكثر تحررًا جنسيًا، مما يُسرّع من تفككها الاجتماعي ويؤدي إلى تراجع طاقتها الإبداعية والتوسعية. وفقًا لأونوين، بعد ازدهار اي مجتمع اقتصاديا ، تزداد الحرية في ما يتعلق بالأخلاق الجنسية. وبالتالي، تفقد تماسكها وحيويتها وهدفها، هو أمر يراه غير قابل للإصلاح.

## محتوى الدراسة
أجرى أنوين دراسة شملت 80 ثقافة بدائية و6 حضارات، واستنتج إلى أن السبب الرئيسي وراء تدهور الثقافات هو تفكك القيم الجنسية وانخفاض معدلات الزواج.
```
وهو يرى أن المجتمعات التي تفرض قيودًا صارمة على الجنس (مثل الامتناع قبل الزواج) توجه طاقتها الجنسية إلى: التوسع العسكري وغزو المجتمعات الأضعف أو الإبداع الفني والعلمي والإصلاح الثقافي
```

ويرى أنوين أن الحرية الجنسية المفرطة تؤدي إلى انهيار الثقافة بعد ثلاث أجيال. وان المجتمعات التي حققت أعلى درجات الازدهار كانت تلك التي جمعت بين العفة الصارمة والزواج الأحادي لمدة ثلاثة أجيال على الأقل. وللحفاظ على مجتمع عقلاني يتطلب
- ضبط الرغبة الجنسية وتحويلها إلى عمل منتج.
- يجب أن تتمتع النساء بكامل حقوقهن القانونية مثل الرجال.